# 亞美將
亞美將，臺灣知名部落客、作家，常上各大綜藝節目，藍心湄《女人我最大》節目固定班底。

## 外部連結
- 亞美將AmiJan——痞客邦 （页面存档备份，存于）
- 亞美將——姊妹淘babyou
- 亞美將 AmiJan - 鄧莉穎的Facebook專頁
- 亞美將-鄧莉穎的新浪微博
- Ami Jan 亞美將的Instagram帳戶